# Pezosiren
Pezosiren − rodzaj wczesnego brzegowca. Szkielet znaleziono na Jamajce. Zwierzę żyło 50 milionów lat temu. Prawdopodobnie wiodło ziemno-wodny tryb życia, podobnie jak dzisiejszy hipopotam nilowy.
O ile czaszka i ciało przypominały te spotykane u dzisiejszych przedstawicieli rzędu, kończyny przystosowane były jeszcze do lądowego trybu życia.